# Pierre Richer
Pierre Richer, född i början av 1600-talet, död 1670 i Paris, var en fransk tecknare och kopparstickare.
Richer var verksam i Paris från omkring 1630. Han anlitades av Eric Dahlberg 1668 för gravering av illustrationer till Karl X Gustavs historia - De rebus a Carlo Gustavo gestis som utgavs 1696. Han utförde dessutom två kopparstick som återgav några svenska bataljscener. 